# Konkomba (langue)
Pour les articles homonymes, voir Konkomba.
Le konkomba ou likpakpaaln est une langue oti-volta de la branche gour des langues nigéro-congolaises, parlée au Ghana et au Togo.

## Écriture
| a | b | ch | d | e  | f | g | gb | h | i | j | k | kp | l |
| m | n | ny | ŋ | ŋm | o | ɔ | p  | r | s | t | u | w  | y |

Les voyelles longues sont notées en doublant la lettre : ‹ aa, ee, ii, oo, ɔɔ, uu ›,.

## Dialectes et littérature
La langue Konkomba, connue sous le nom de Likpakpaanl dans sa forme native, est parlée par le peuple Konkomba, également appelé Bikpakpaam. La langue Konkomba comporte plusieurs dialectes, notamment Lichaboil, Ligbeln, Likoonli, Limonkpeln et Linafeel,.
Les dialectes du Konkomba ont émergé lorsque différentes familles et groupes se sont installés ensemble, adoptant des particularités propres de prononciation et de vocabulaire, formant ainsi des regroupements dialectaux distincts. Par exemple, "map geek" (dans le dialecte Lichabol), "may LAK Iya" (dans le dialecte Limonkpeln) et "many men" (dans le dialecte Likoon) signifient tous « je n’aime pas ça ». Ce type de variation se retrouve dans le Likpakpaanl selon la zone géographique ou le clan dominant dans une communauté donnée. Cependant, le dialecte Lichaboil est la variété utilisée à l'écrit. D'autres classifications des dialectes Bikpakpaam incluent Linankpel (Nankpantiib), Likpalil (Bikpalib), Linandeln (Binandim), Lisagmaln (Sagmantiib) et Linalol (Binalob).
Un nombre considérable de textes en Likpakpaanl existe. Ces ouvrages incluent des manuels d'enseignement, un dictionnaire, des recueils d'histoires et de contes populaires. Une traduction complète de la Bible en Likpakpaanl a également été réalisée grâce au travail du GILLBT, GIL, Mary Steele et du RILADEP (anciennement KOLADEP, Konkomba Literacy and Development Project). Le travail de traduction de la Bible en Likpakpaanl a été initié en 1962 par Mary Steele à son arrivée dans le cadre de sa mission avec les Wycliffe Bible Translators.